# Lendagua
Lendagua es una localidad española del municipio de Guriezo, perteneciente a la comunidad autónoma de Cantabria.

## Geografía
La localidad se encuentra a 30 m s. n. m. y a 2,5 kilómetros de la capital municipal, El Puente.

## Demografía
En 2023, la entidad singular de población de Lendagua tenía empadronados 21 habitantes, todos ellos en diseminado.